# Audi Avantissimo
De Audi Avantissimo is een conceptauto van het Duitse automerk Audi. De Avantissimo werd voor het eerst getoond tijdens de Internationale Automobilausstellung van 2001 in Frankfurt.
De Avantissimo is een luxueuze stationwagen op basis van de Audi A8. Productie werd door Audi overwogen maar werd uiteindelijk niet doorgezet. Ondanks de vele positieve reacties op de Avantissimo wees een onderzoek uit dat er niet genoeg markt was voor dergelijke wagens.

## Techniek
De Avantissimo is voorzien van een 4,2-liter biturbo V8-motor die een vermogen van 430 pk (316 kW) levert. Het maximale koppel van de motor bedraagt 810 Nm. De auto heeft een 6-traps automatische versnellingsbak en beschikt over quattro vierwielaandrijving.
De Avantissimo beschikt over een geavanceerd multimediasysteem (MMI) en de carrosserie bestaat, om het gewicht laag te houden, volledig uit aluminium. Verder heeft de auto luchtvering en is deze voorzien van het PAX-systeem, wat zorgt voor een stabiele wegligging.
Veel stylingcomponenten van de Avantissimo zijn terug te zien in de opvolgende generatie Audi A8 (D3) die in 2002 verscheen.